# 南久斯蘭市鎮
南久斯蘭市鎮（丹麥語：Syddjurs kommune）是丹麥的一個市鎮，位於日德蘭半島東北部的久斯蘭半島南部。屬中日德蘭大區。面積696.34平方公里，2009年人口41,314 人。行政中心为伦德。 
2007年1月1日由原倫德市鎮和羅森霍爾姆、埃伯爾措夫特、中久斯蘭三個市鎮合併而成。